# Скайки

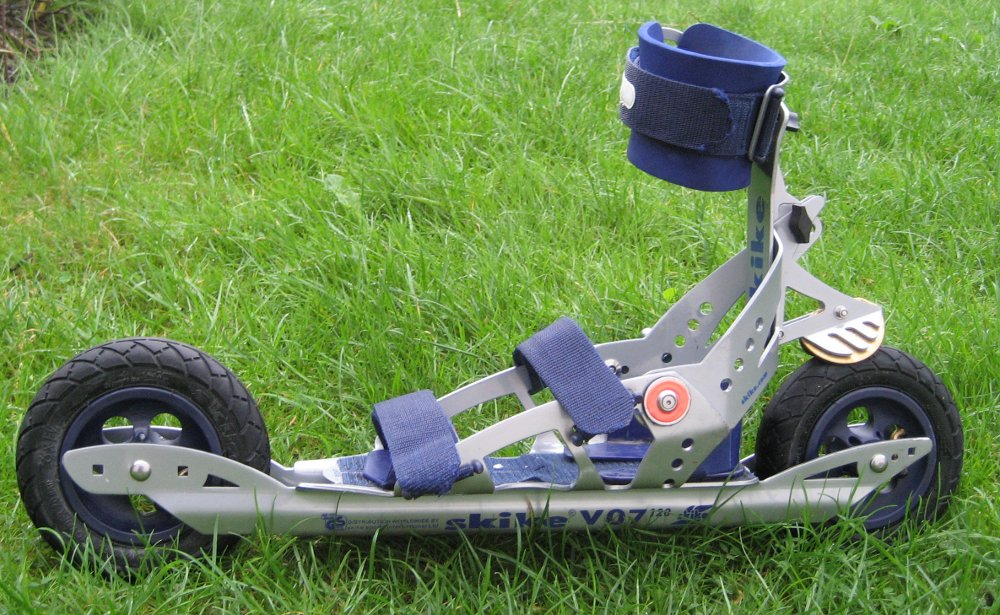
Skike V07

Skike (Скайк) — это спортивное устройство для катания по твердым поверхностям таким как асфальт, грунт, гравий и лесные тропы, которое было изобретено Отто Эдером (Otto Eder) в 1997 году. Внешне очень схожи с лыжероллерами. Отличительная особенность скайков это пневматические колеса, которые крепятся к алюминиевой раме спереди и хвосте. На самой раме имеются крепления для фиксации ноги, которые позволяют зафиксировать ногу в любой обуви. Чаще всего катаются в кроссовках или походных ботинках.
Пневматические шины увеличенного диаметра хорошо поглощают дорожные вибрации и преодолевают неровности, неподвластные роликовым конькам или лыжероллерам.
Скайки оснащены тормозной системой. В любой критической ситуации спортсмен может прибегнуть к экстренному торможению без опаски вылететь вперед или применять плавное торможение, регулируя силу пяткой.
Название Skike произошло от скрещения двух английский слов Ski (лыжи) и Bike (велосипед). От лыж скайки унаследовали форму, а от велосипеда колеса.
В зависимости от модели скайки позволяют кататься коньковым ходом и классическим. Его также называют Скандинавским катанием на роликовых коньках, благодаря еще одной особенности – применению палок, как в скандинавской ходьбе.